# WWE Championship
WWE World Heavyweight Championship er en VM-titel inden for wrestling i World Wrestling Entertainment (WWE), der har eksisteret under en række forskellige navne siden 1963.  
I 1963 blev VM-titlen etableret under navnet WWWF World Heavyweight Championship, da WWE (dengang under navnet World Wide Wrestling Federation (WWWF)) afbrød samarbejdet med paraplyorganisationen National Wrestling Alliance (NWA), der ellers kronede én samlet verdensmester for de fleste wrestlingorganisationer i USA, for at etablere sin egen VM-titel og krone sin egen verdensmester.  
Siden 1963 har VM-titlen skiftet navn adskillige gange, og den oplevede verdensomspændende succes i 1980'erne under navnet WWF Heavyweight Championship og i slutningen af 1990'erne under navnet WWF Championship. Fra 2001 til 2002 var den regerende verdensmester samtidig også den ubestridte verdensmester inden for wrestling. Det skete, efter WWE's største konkurrenter, World Championship Wrestling (WCW) og Extreme Championship Wrestling (ECW) gik konkurs og blev opkøbt af WWE. I 2002 etablerede WWE en ny VM-titel, WWE World Heavyweight Championship, og WWE opererede i mere end et årti med to VM-titler (WWE Championship og WWE's World Heavyweight Championship), indtil de blev forenet under et nyt navn, WWE World Heavyweight Championship i december 2013.
I løbet af de mere end 50 år WWE's mest prestigefyldte titel har eksisteret, har en lang række af WWE's største og mest succesrige stjerner båret VM-bæltet, heriblandt Bruno Sammartino, Hulk Hogan, André the Giant, Randy Savage, Ultimate Warrior, The Undertaker, Ric Flair, Bret Hart, Steve Austin, The Rock, John Cena og Randy Orton. Bruno Sammartino har holdt titlen i flest dage i træk og sammenlagt, mens John Cena har vundet bæltet flest gange. 

## Historie

### Oprindelse
Titlen blev introduceret d. 29. april 1963, hvor Buddy Rogers blev den første regerende mester. Titlen blev dog etableret efter en række begivenheder, der fandt sted i National Wrestling Alliance (NWA) i 1950'erne. Dengang fungerede Capitol Wrestling Corporation (CWC) som et datterselskab til NWA, og CWC havde andel i driften af NWA. I denne periode var Buddy Rogers indehaver af NWA World Heavyweight Championship og var derfor verdensmester i NWA og alle NWA's medlemmer, heriblandt CWC. Rogers blev besejret d. 24. januar af Lou Thesz, og Thesz blev derfor NWA-verdensmester. CWC var utilfredse med resultatet af VM-titelkampen og valgte at forlade NWA. Organisationen blev i stedet for kendt som World Wide Wrestling Federation (WWWF). WWWF etablerede en ny VM-titel inden for wrestling, WWWF World Heavyweight Championship, og det lykkedes Buddy Rogers at besejre Antonino Rocca i finalen i en VM-titelturnering i Rio de Janerio, Brasilien. 
WWWF bevarede dog visse forbindelser til NWA, og de to organisationer afviklede en række kampe, hvor organisationernes verdensmestre mødtes. Det kunne lade sig gøre, fordi NWA ikke fik en anden wrestlingorganistion til at overtage WWWF's territorium. I 1979 skiftede WWWF navn til World Wrestling Federation (WWF), og VM-titlen skiftede derfor navn til WWF Heavyweight Championship. I 1983 brød WWF officielt enhver forbindelse til NWA, fordi WWF havde store planer om at udvide dets territorium fra New York-området til hele USA. Titlen skiftede i 1990 navn til WWF Championship. 

### Fremspring
I 1991 blev en ny VM-titel, WCW World Heavyweight Championship, etableret af en anden af NWA's medlemmer, World Championship Wrestling (WCW). WCW-titlen skulle supplere NWA-titlen. I 1993 valgte WCW helt at forlade NWA og blev en seriøs konkurrent til WWF, der havde opnået mainstream-succes verden over i 1980'erne med verdensmestre som fx Hulk Hogan, Randy Savage, André the Giant og Ultimate Warrior. I midten og slutningen af 1990'erne oplevede både WWF og WCW igen enorm mainstream-succes, og de to organisationer startede en seerkrig mandag aften på amerikansk tv, der fik navnet Monday Night Wars. Trods dominans af WCW fra 1996 til 1998 var det WWF, der trak sig sejrigt ud af seerkrigen, og WCW gik konkurs i 2001. I marts 2001 blev WCW opkøbt af WWF, som derfor fik adgang til WCW's massive videobibliotek, en række wrestlere og WCW's titler. I december 2001 blev de to organisationers VM-titler, WCW World Heavyweight Championship og WWF Championship, forenet til én ubestridt VM-titel. Chris Jericho blev den første til at vinde WWF Undisputed Championship, som var den direkte efterfølger til WWF Championship. 

### Den ubestridte VM-titel
Med købet af WCW havde WWF i 2002 fordoblet antallet af wrestlere i organisationen, og derfor valgte WWF at opdele wrestlerne på to brands – RAW og SmackDown. De to brands fik sine navne efter WWF's to faste ugentlige tv-programmer. Hvert brand fik sine egne titler, wrestlere, kommentatorer og ledere. Denne opdeling fik navnet Brand Extension. 
I maj 2002 skiftede WWF navn til World Wrestling Entertainment (WWE), og organisationens VM-titel skiftede derfor også navn til WWE Undisputed Championship. I modsætning til andre titler i WWE var WWE Undisputed Championship ikke tilknyttet et specifikt brand, og wrestlere fra både RAW og SmackDown kunne udfordre den regerende verdensmester. Kort tid efter skrev SmackDown dog kontrakt med den regerende verdensmester Brock Lesnar, og Lesnar fik lov til kun at forsvare titlen på SmackDown. Det efterlod RAW uden en VM-titel, og i september 2002 blev WWE's World Heavyweight Championship etableret. Som følge heraf skiftede WWE's originale VM-titel igen navn – denne gang til WWE Championship.
WWE opererede i mere end et årti med to VM-titler. Titlerne blev dog forenet i december 2013 under det nye navn WWE World Heavyweight Championship.

## Forhenværende navne
WWE World Heavyweight Championship er en af de mest traditionsrige VM-titler inden for wrestling overhovedet. Den har dog efterhånden, særligt de seneste par år, skiftet navn adskillige gange, hvilket har gjort det vanskeligt og forvirrende at holde styr, hvilken titel det egentlig drejer sig om. WWE World Heavyweight Championship er historisk set identisk med nedenstående titler:
- WWWF World Heavyweight Championship (1963-1979)
- WWF Heavyweight Championship (1979-1990)
- WWF Championship (1990-2001)
- WWF Undisputed Championship (2001-2002)
- WWE Undisputed Championship (2002)
- WWE Championship (2002-2013)
- WWE World Heavyweight Championship (2013-nu)